# Prentice (Wisconsin)
Prentice – miasto w Stanach Zjednoczonych, w stanie Wisconsin, w hrabstwie Price.